# Егоровка (Владимирская область)
Егоровка — деревня в Юрьев-Польском районе Владимирской области России, входит в состав Красносельского сельского поселения.

## География
Деревня расположена на берегу речки Сега в 3 км на юг от райцентра города Юрьев-Польский.

## История
В XIX — начале XX века деревня входила в состав Ильинской волости Юрьевского уезда, с 1925 года — в составе Юрьевской волости Юрьев-Польского уезда Иваново-Вознесенской губернии. В 1859 году в деревне числилось 8 дворов, в 1905 году — 7 дворов.
С 1929 года деревня входила в состав Кузьмадинского сельсовета Юрьев-Польского района, с 1954 года — в составе Варваринского сельсовета, с 1959 года в составе — Дроздовского сельсовета, с 1963 года — в составе Кучковского сельсовета, с 2005 года — в составе Красносельского сельского поселения.

## Население
| 1859 | 1905 | 2002 | 2010 | 2021 |
| ---- | ---- | ---- | ---- | ---- |
| 60   | ↗63  | ↘1   | ↘0   | →0   |